# Frying pan

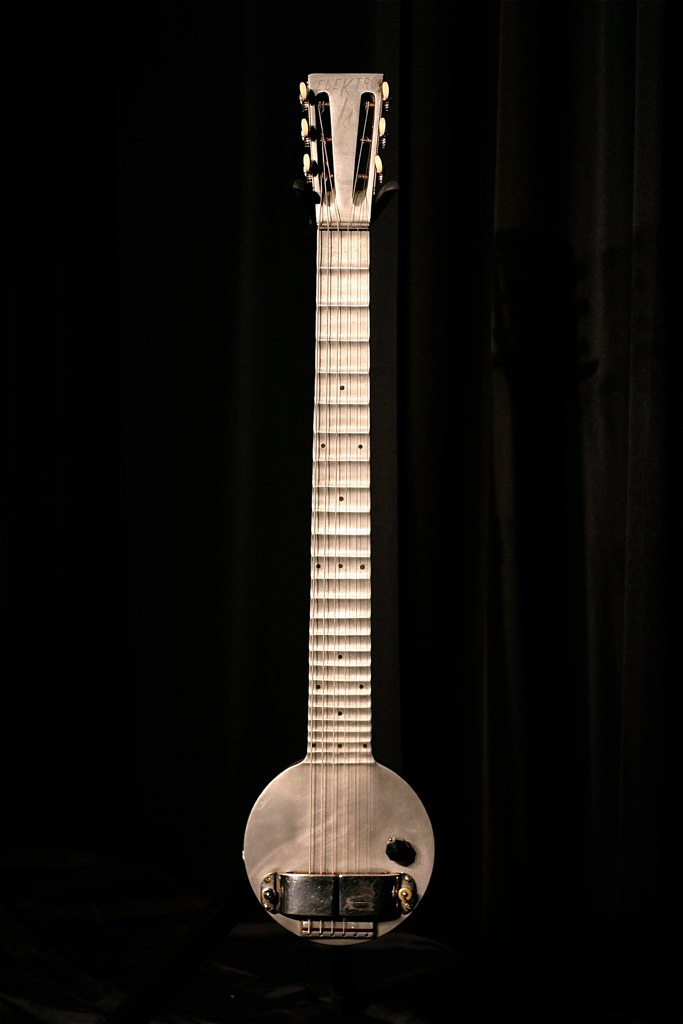
Frying pan

Frying pan (oficiální číslo modelu je A-22) byla první elektrická kytara. Navrhl ji George Beauchamp a následně byla vyrobena firmou Rickenbacker Electro. Byla to vlastně steel kytara a tímto způsobem byla i zkonstruována kvůli velké popularitě havajské hudby v období 30. let 20. století. Tělo "pánve" je vyrobeno z hliníku. Na těle je umístěn jeden snímač tvaru podkovy, který přechází pod struny. Beauchamp a Adolf Rickenbacker začali s výrobou v roce 1932, ale když Beauchampovi nebyl na jeho vynález udělen patent (až do roku 1937), ostatní kytarové společnosti mohly jeho poznatky bez obtíží využívat.

## Vývoj
Během 30. let se havajská hudba v USA a Kanadě těšila velké popularitě. V tomto stylu hudby se používala kytara jako hlavní melodický nástroj a akustická kytara nedokázala zprostředkovat zvuk v požadované hlasitosti. Beauchamp, který měl v havajskou hudbu v oblibě a sám ji produkoval, použil magnetickou indukční cívku, podobnou té, která se nachází v telefonu, na svou ocelovou akustickou kytaru. Po tom jak zjistil, že jeho vynález produkuje neúnosné množství vedlejších šumů a zpětné vazby, které způsobovaly nežádoucí vibrace těla kytary, rozhodl se, že není možné s dostupnou technologií dosáhnout reprodukci akustického zvuku.
Beauchamp byl povolán k vývoji Dobro kytary. Během této práce se seznámil s Adolphem Rickenbackerem, který vlastnil firmu, co vyráběla hliníkové rezonátory a jejich společným výtvorem byla lap steel kytara s pevným hliníkovým tělem a krkem.